# Ferrari 212 Export
El Ferrari 212 Export fue un automóvil deportivo de carreras producido por Ferrari en los años 1951 y 1952. Ganó el Tour de Francia Automovilístico, el Giro de Sicilia, la Coppa della Toscana, las 10 Horas de Messina y otras pruebas a lo largo de su carrera. Estaba destinado a ser un automóvil deportivo disponible para los mercados de ultramar.

## Desarrollo
El Ferrari 212 Export fue una evolución con respecto al 195 S anterior, incrementándose la potencia del motor y adoptando un nuevo chasis. Fue un modelo de carreras producido junto con una versión de carretera, el 212 Inter. El nombre "Export" apareció por primera vez en el 166 Export Vignale Spyder n/s 0072E, de la gama 166 MM, y fue adoptado para la serie de carreras 212 en lugar del apodo habitual de "Sport". Se construyeron 27 unidades del 212 Export, la mayoría de ellas utilizadas para la competición.

### Carrocería
La mayoría de las carrocerías de la gama 212 Export procedían del carrocero elegido por Ferrari, Carrozzeria Touring Superleggera. La forma Classic Touring Barchetta se adoptó en un total de ocho coches, mientras que otros cuatro recibieron un estilo de carrocería tipo berlinetta cerrada. Un Touring Barchetta n/s 0102E en particular fue modificada por Carrozzeria Autodromo entre 1953-1954, cuando fue adquirida por Fox Studios en Hollywood, California, para aparecer en la película de 1955 "The Racers" con Kirk Douglas y Bella Darvi, dirigida por Henry Hathaway. Más tarde compitió en las Mille Miglia de 1954 con el fin de obtener imágenes para otra película, "The Green Helmet" de 1961 con Sid James y Bill Travers.
Carrozzeria Vignale creó diez unidades de competición en total. Tres espíders descubiertos y siete berlinettas cerradas recibieron un diseño de Giovanni Michelotti. Carrozzeria Motto se encargó de algunas otras unidades, incluidos dos ejemplares del 212 Export. Un spyder s / n 0094E y un berlinetta s / n 0074E fueron creados con un diseño Rocco Motto. El espíder tenía faros triples y era propiedad de un piloto de carreras italiano, Piero Scotti, antes de terminar en Argentina. Por su parte, Paolo Fontana carrozó un único espíder, el ejemplar con el número de serie n/s 0086E. La carrocería era de un estilo abierto descrito como un "carretto siciliano" o "carro siciliano" con guardabarros para bicicletas. La Scuderia Marzotto encargó un chasis desnudo a Ferrari para ser completado por Carrozzeria Fontana de Padua. Después del Giro de Sicilia, fue reconvertido por Vignale en un espíder habitual de su estilo, que a su vez fue remodelado como un familiar de tres puertas por Fontana para servir como coche de apoyo en la Carrera Panamericana. Antes del Giro de Sicilia de 1952, el 0086E recibió otra carrocería espíder, esta vez también de Fontana, con guardabarros regulares pero con flancos muy estrechos y ajustados.

### Ejemplos notables

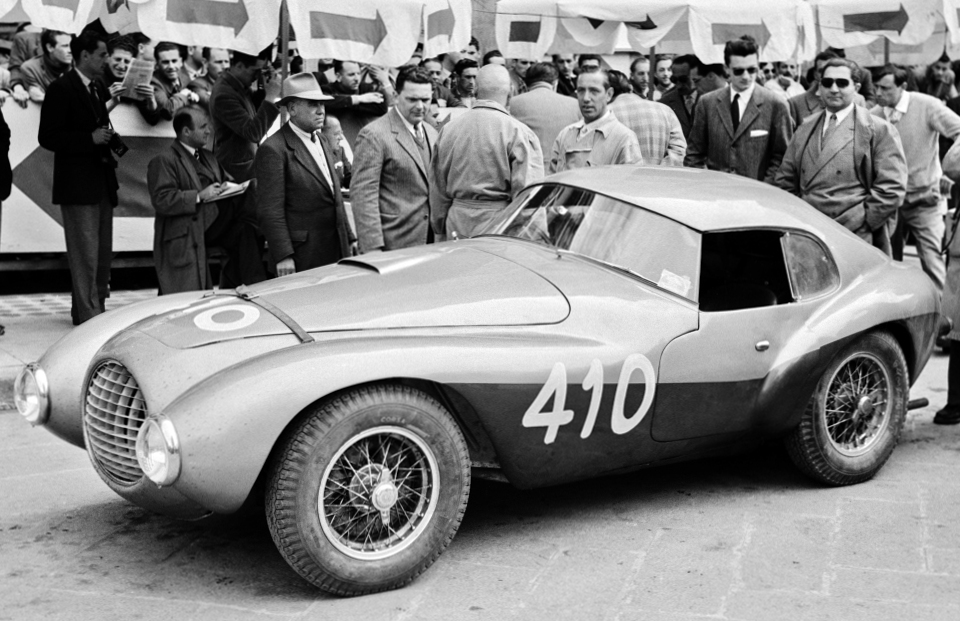
Ferrari 166 MM/212 Export "l'Uovo" ("el Huevo"). Creado a partir del chasis de un 166 MM accidentado, recibió el motor de un 212 Export, y fue carrozado de nuevo por Fontana

Algunos coches anteriores de la gama 166 MM se reconvirtieron según las especificaciones del 212. Uno de ellos, el n/s 024MB, fue reconstruido después de un grave accidente en el que el automóvil se dividió en dos partes. En 1950 el chasis recreado recibió una nueva carrocería diseñada por Franco Reggiani para el conde Giannino Marzotto (ejecutada por Carrozzeria Fontana), y un año después recibió un nuevo motor de 2.6 litros procedente del 212 Export n/s 0084E. Debido a la forma inusual del automóvil, se le llamó "l'Uovo", que significa huevo en italiano. Debido a que corrió con el motor de un 212, su historial de competición y sus victorias forman parte del cómputo total del modelo 212 Export.
No todos los 212 Export fueron coches de carreras. Vignale creó otros dos descapotables como coches de carretera. El primero (n/s 0106E), fue propiedad del Conde Sanseverino. El segundo (n/s 0110E) fue encargado por Jorge da Cunha d'Almeida Araujo, embajador de Portugal en Francia. Uno de los espíder con carrocería de competición (n/s 0076E), presentado en el Salón del Automóvil de Turín, posiblemente fue propiedad del director de cine Roberto Rossellini, y además, nunca ha competido. Otra unidad (n/s 0098E) se diseñó inicialmente como un cupé por Vignale, pero luego se modificó como un espíder de techo abierto con reposacabezas adicional. Este ejemplar tampoco participó en carrera alguna.
Algunas unidades se convirtieron a las especificaciones del 225 mediante la actualización a un motor de 2,7 L. Los coches con los números de chasis 0104E, 0112E y 0158ED fueron algunos de ellos.
| Ferrari 212 Export Vignale Cabriolet |

### 212 MM

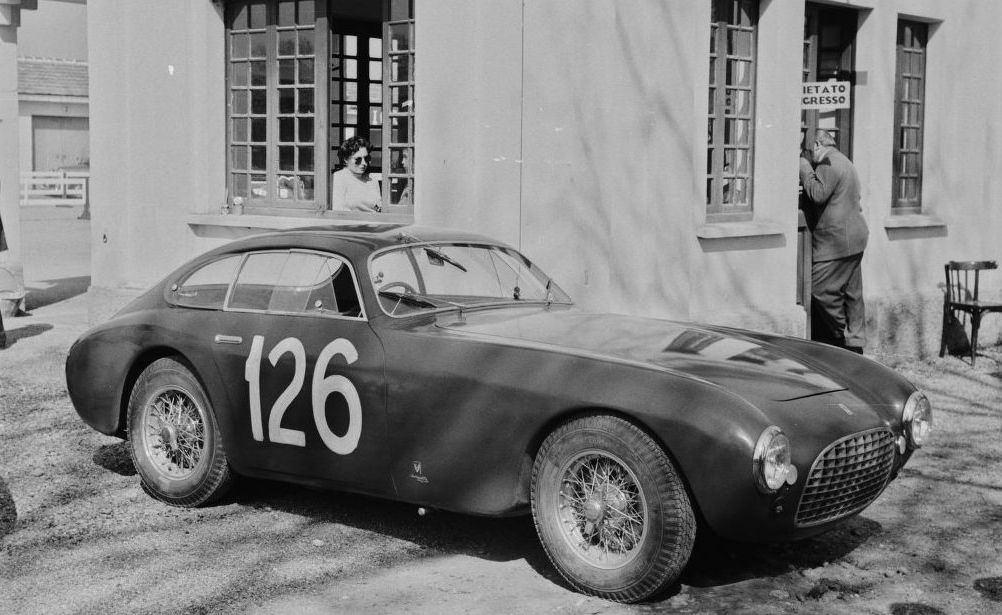
Ferrari 212 MM Vignale Berlinetta

El Ferrari 212 MM de 1951 fue el primer modelo de la serie, que luego pasó a llamarse 212 Export. La unidad n/s 0070M fue carrozada como berlinetta por Vignale, pasando a ser propiedad de Franco Cornacchia de la Scuderia Guastalla. Sería el único Export que fue denominado "Mille Miglia" (MM) por la fábrica, y la única que lució una "M" en el sufijo del número de chasis. La mayor diferencia con respecto a las siguientes unidades de la serie fue la configuración de los carburadores, formada por tres Weber de cuatro cuerpos. En abril de 1952, justo antes de la carrera de las Mille Miglia, el automóvil recibió una nueva carrocería actualizada, todavía en forma de Berlinetta Vignale, con rejilla empotrada y ojos de buey en los guardabarros instalados antes de Le Mans. El 212 MM corrió en 1955 hasta el fatal accidente de Giovanni Brinci durante las Mille Miglia. En 1995 se subastó por 349.000 dólares, y desde entonces es propiedad de un expresidente de Microsoft, Jon Shirley.

## Especificaciones

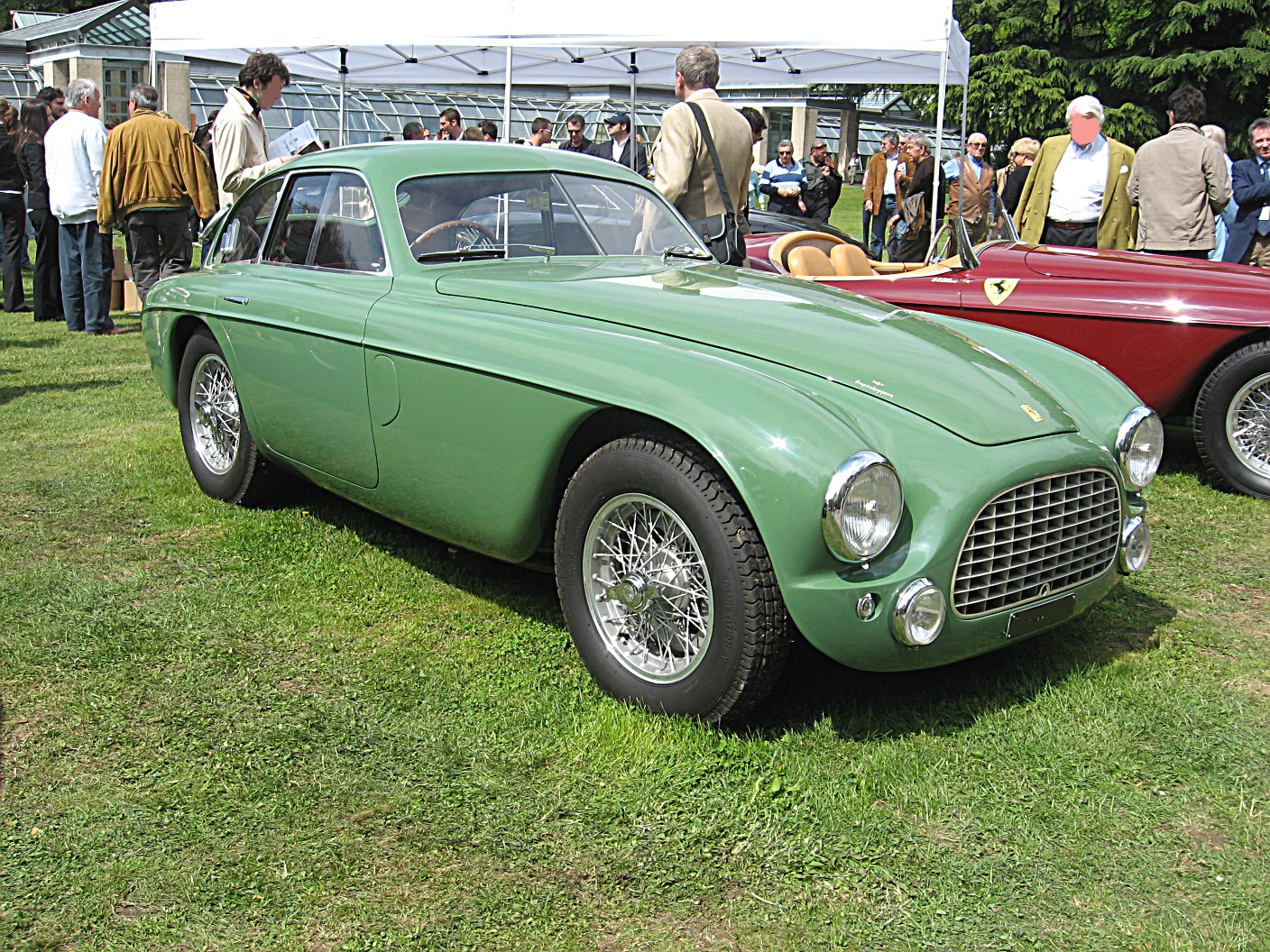
Ferrari 212 Export Touring Berlinetta

### Motor y transmisión
El Ferrari 212 Export fue impulsado por el motor V12 Colombo con árbol de levas en cabeza y 2 válvulas por cilindro, con mayor capacidad en comparación con el anterior Modelo G. Sus medidas internas pasaron a ser de 68 x 58,8 mm (2,7 x 2,3 plg) de diámetro y carrera. La cilindrada total era de 2562,51 cm³ (2,6 L; 156,4 plg³). Con una relación de compresión de 8.4:1, la potencia máxima varió desde 150 CV (110 kW; 148 HP) a 6500 rpm hasta 165 CV (121 kW; 163 HP) a 7000 rpm, dependiendo de la configuración de los carburadores. El combustible se suministraba al motor mediante tres carburadores Weber 32DCF o, alternativamente, tres configuraciones Weber 36DCF. La excepción fue el 212 MM con tres carburadores Weber de cuatro cuerpos y algunas de las primeras unidades con un solo carburador. El sistema de encendido disponía de una sola bujía por cilindro, servido por dos bobinas. La lubricación del motor se realizó mediante cárter húmedo. La transmisión era de 5 velocidades y no sincronizada.

### Chasis y suspensión
El chasis del 212 Export era una construcción nueva, que todavía utilizaba tubos de acero, de sección elíptica. Los modelos posteriores podían equiparse con un bastidor enrejado Tuboscocca diseñado por Gilco, que se construyó con tubos de menor diámetro para aumentar la rigidez. La distancia entre ejes era la misma que en el modelo 195 S, midiendo 2250 mm (88,6 plg).
La configuración de la suspensión delantera era independiente con doble horquilla y ballestas transversales. Los amortiguadores delanteros eran hidráulicos de tipo Houdaille. En la parte trasera había un eje vivo con resortes semielípticos y amortiguadores hidráulicos Houdaille. Los frenos eran de tipo tambor con accionamiento hidráulico, aptos para todo tipo de clima. El tanque de combustible tenía una capacidad de 120 litros.

## Competición

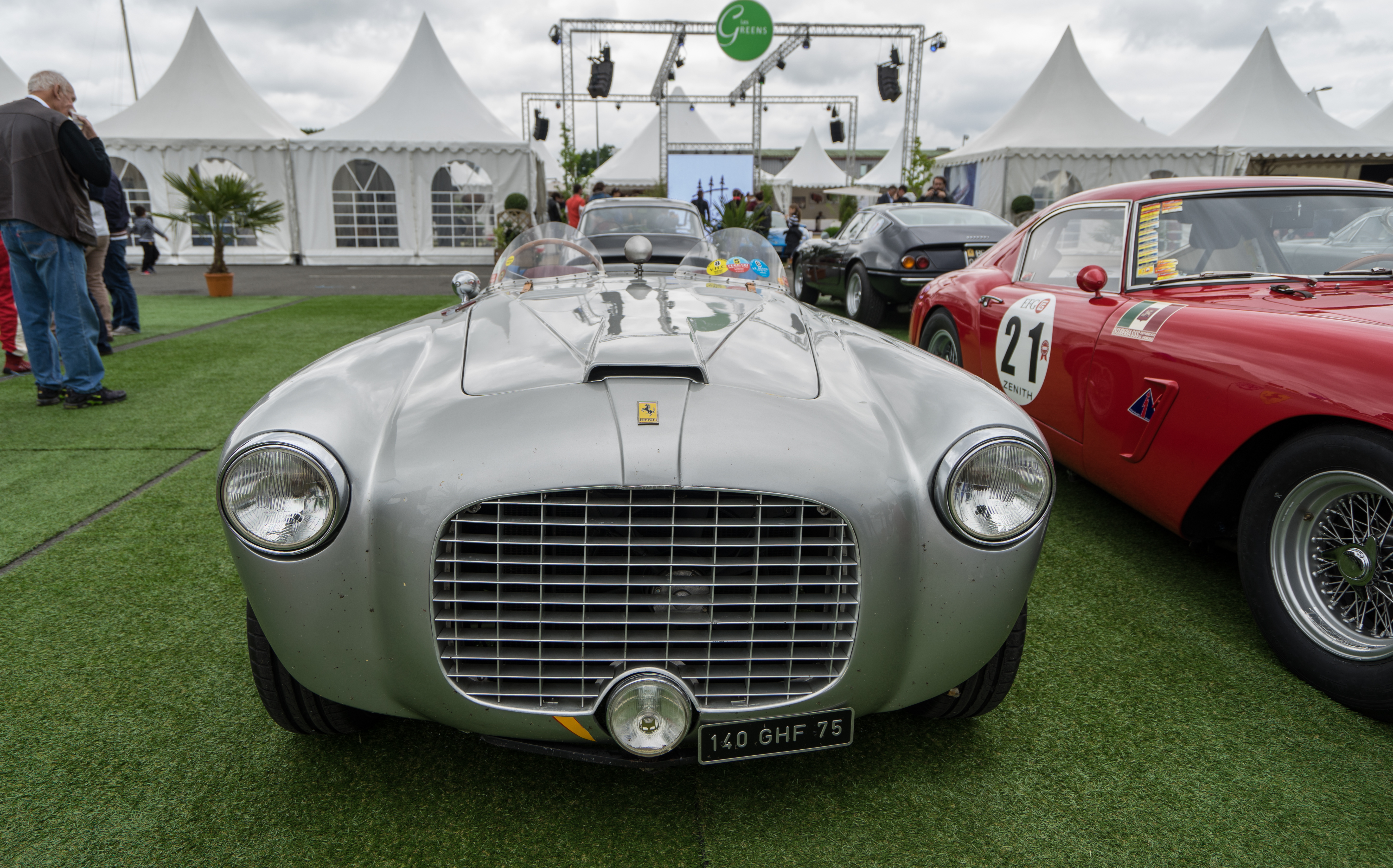
Motto Spyder, equipado con tres faros

La primera salida y también el primer éxito se produjo en la carrera del Giro de Sicilia de 1951. Se inscribieron tres 212 Export, y uno de ellos ganó la prueba. Vittorio Marzotto y Paolo Fontana ganaron la carrera con un Fontana Spyder n/s 0086E, inscrito por la Scuderia Marzotto. La segunda victoria la lograron los 212 MM inscritos en la Coppa Inter-Europa, en la clase +1,5. Luigi Villoresi ganó la carrera y marcó la vuelta rápida. Su velocidad media fue de 153,870 km/h. Para la carrera de las Mille Miglia del mismo año, se inscribieron cuatro 212 Export. Solo dos lograron terminar la carrera. Giannino Marzotto y Marco Crosara lideraron la primera mitad de la carrera con su Export Fontana Berlinetta 166/212 antes de retirarse con un pinchazo. El 212 MM ocupó el puesto 17 en la general, impulsado por Franco Cornacchia y Guido Mariani de la Scuderia Guastella. El espíder carrozado por Motto (n/s 0094E) fue tercero en la general y segundo en la clase +2.0. Los pilotos fueron Piero Scotti y A. Ruspaggiari.

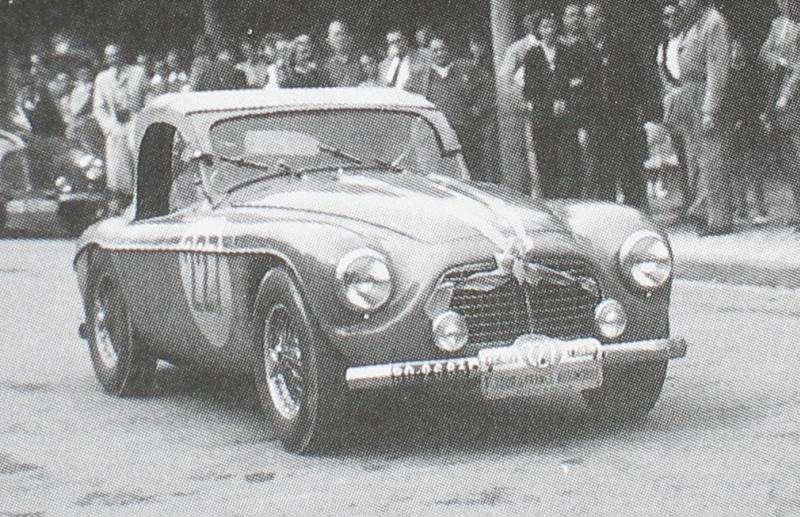
Pierre "Pagnibon" Boncompagni vencedor del Tour de Francia Automovilístico de 1951 en un 212 Export Touring Barchetta

La tercera Coppa della Toscana, disputada en 1951, fue ganada por el 212 Export n/s 024MB, reconstruido a partir de algunos 166 MM y remodelado por Carrozzeria Fontana. Giannino Marzotto y Marco Crosara condujo su berlinetta con la Scuderia Marzotto. Piero Scotti terminó la carrera en tercer lugar con su Motto Spyder. Franco Cornacchia y Del Carlo también terminaron la carrera con su MM 212. Cornacchia más adelante participó en la Coppa d'Oro delle Dolomiti, pero no terminó la carrera. La Scuderia Marzotto envió un único 212 Export Vignale Spyder para el Circuito do Porto y logró terminar segundo en la general con Vittorio Marzotto al volante, por detrás del 340 America, un Ferrari mucho más potente.

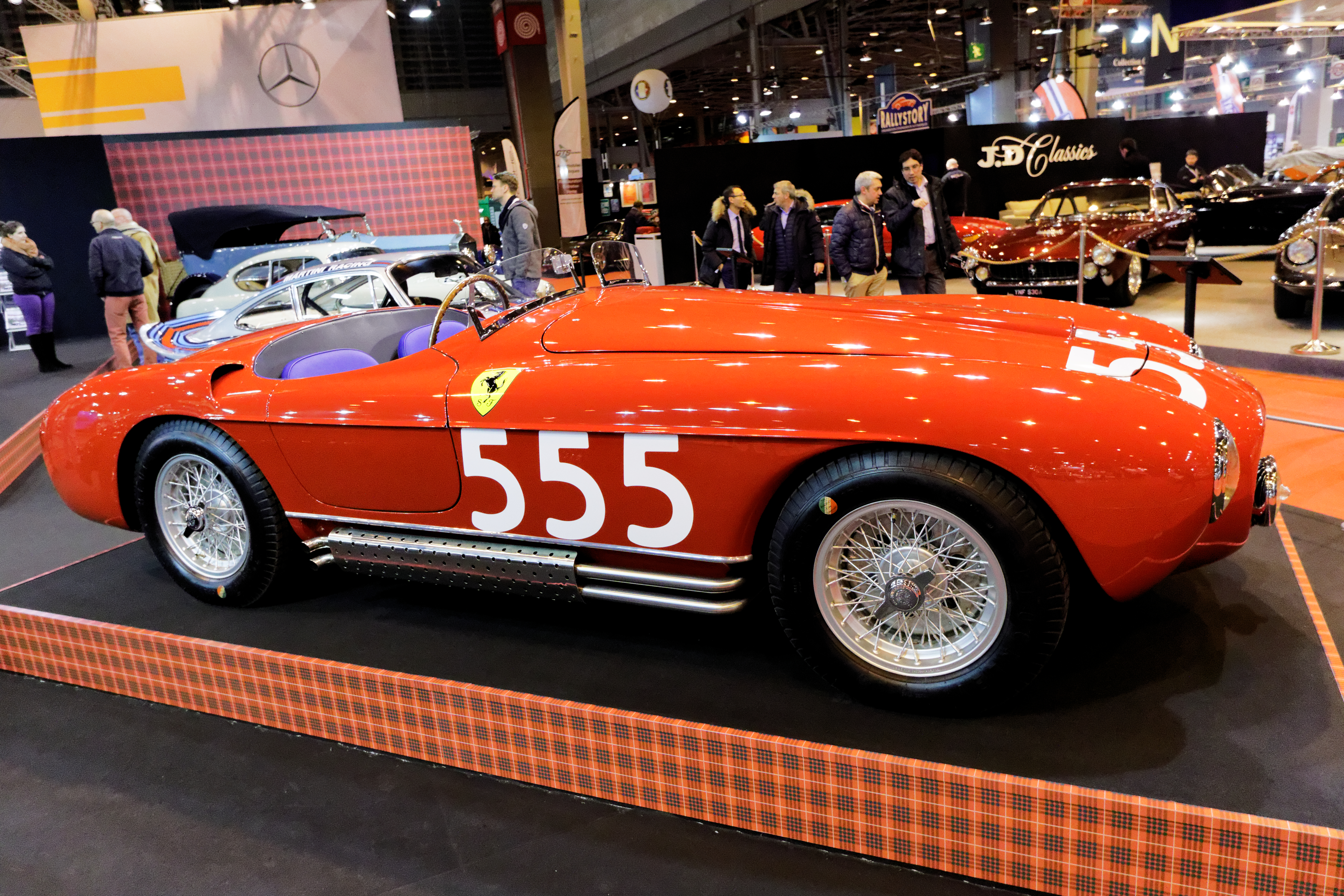
Espíder que protagonizó la película "The Racers"

Para las 24 Horas de Le Mans de 1951 se enviaron tres 212 Export, todos inscritos de forma privada. El mejor resultado lo obtuvo un Vignale Berlinetta (n/s 096E), conducido por Norbert Jean Mahé y Jacques Péron. Terminaron novenos en la general y cuartos en la clase S +3.0. Charles Moran Jr. y Franco Cornacchia se clasificaron en el puesto 16 con su Touring Barchetta (n/s 0100E, renumerado como 0067S). La carrera no estuvo exenta de momentos trágicos, cuando el Touring Barchetta (n/s 0078E) de Jean Larivière y André Guelfi se salió de la pista en Tertre Rouge, acabando instantáneamente con la vida de Larivière en su quinta vuelta de la carrera. La siguiente victoria llegó en el circuito de Vila Real, en Portugal. Giovanni Bracco ganó la carrera marcando la vuelta rápida con su Vignale Spyder. Más tarde, ese mismo año, en el Giro delle Calabria, Pietro Palmieri y Vallecchi obtuvieron un segundo lugar y ganaron la clase S +1.1. Fue la primera carrera del Touring Barchetta, destinado más adelante a ser una estrella de cine. Umberto Marzotto también ganó la XII edición de la subida a Trieste-Opicina.

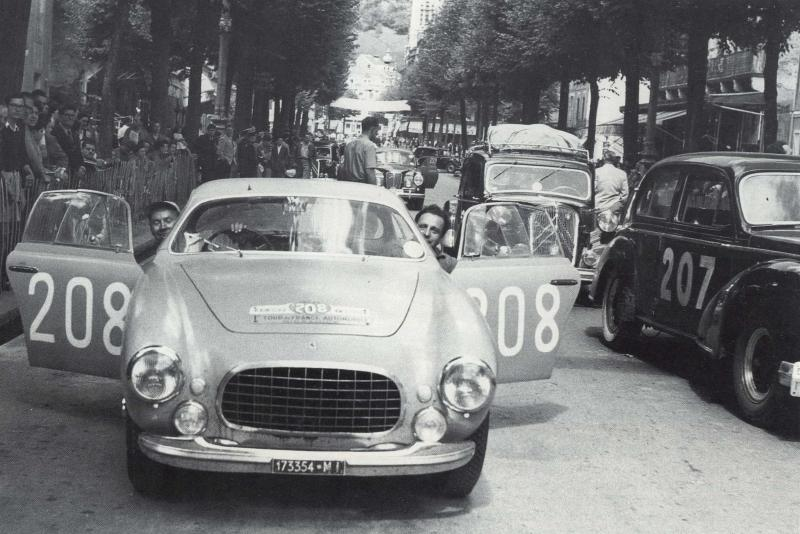
Jacques Péron condujo este Ferrari 212 Export Vignale Cupé a la segunda posición en el Tour de Francia Automovilístico de 1951

En 1951, cuatro Export se inscribieron en la carrera Targa Florio. La Scuderia Marzotto presentó dos coches y uno de ellos (n/s 0086E), todavía con carrocería Vignale Spyder y conducido por Franco Cornacchia, quedó segundo en la general, también marcando la vuelta rápida. Ninguno de los tres coches restantes terminó la carrera. La victoria más importante del 212 Export se produjo en el Tour de Francia Automovilístico de 1951, en la primera edición de este maratón francés. Se enviaron tres Export, y los tres terminaron la agotadora carrera de doce días, logrando la victoria y copar el podio. Los ganadores generales fueron Pierre "Pagnibon" Boncompagni y Alfred Barraquet con su Touring Barchetta (n/s 0078E), cubierto con una capota blanda. El segundo lugar fue para Jacques Péron y R. Bertramnier con un Vignale Berlinetts (n/s 0096E). Finalmente, Elio Checcacci con Harry Schell obtuvo el tercer lugar, conduciendo un Motto Berlinetta (n/s 0074E).
La primera gran carrera de la temporada 1952 para el 212 Export fue la Mille Miglia. Se inscribieron cuatro Export, pero solo uno logró terminar la carrera. Franco Cornacchia, ayudado por Tinarelli y conduciendo el 212 MM, terminó en el puesto 20. En la Coppa della Toscana, más adelante en el mismo año, el 212 MM no ganó la carrera pero se adjudicó la clase GT con Cornacchia y Del Carlo. Para las 24 Horas de Le Mans de 1952, el 212 MM fue inscrito en forma privada por el estadounidense Charles Moran Jr., quien se asoció con Cornacchia para la carrera. Su coche se retiró después de 12 horas con problemas eléctricos. Para la Targa Florio se presentaron dos Export. El Touring Barchetta de Luigi Bordonaro fue el único en terminar la carrera, siendo décimo en la general y tercero en su clase. Su automóvil disponía de un eje trasero mejorado procedente del modelo 340 America. Para las 12 Horas de Pescara de 1952, Franco Cornacchia se asoció con un veterano de las Mille Miglia, Clemente Biondetti. Su 212 MM logró terminar la carrera de resistencia en el segundo lugar. Un par de días después, Cornacchia ganó el Trullo d'Oro, también conocido como las 2 Horas de Pescara.
Otra carrera de resistencia en la temporada de 1952 fue la de las 10 Horas de Messina. Cornacchia volvió a emparejarse con Biondetti en el 212 MM, mientras que Carlo Gazzabini y Ferraguti condujeron el Motto Berlinetta. Cornachia y Biondetti ganaron la carrera y el otro Export fue segundo en la general. El Gran Premio de Pergusa de 1952 fue ganado por Luigi Bordonaro, quien también logró marcar la vuelta rápida en el Touring Barchetta. Disputó muchas carreras menores en 1952-1955, con múltiples victorias, antes de pasar el coche a Edouard Margairaz. El 212 MM volvió a disputar la Coppa Inter-Europa, esta vez con Franco Cornacchia al volante. Logró adjudicarse el segundo puesto y marcar la vuelta rápida. La última gran prueba de la temporada de 1952 fue la Carrera Panamericana. Un equipo estadounidense presentó su 212 Export para este agotador maratón mexicano. Phil Hill y Arnold Stubbs llevaron su Vignale Berlinetta (n/s 0092E) al sexto lugar de la clasificación general. Hans-Karl von Tscharner corrió con su Touring Barchetta (n/s 0134E), en numerosos eventos de escalada entre 1952-1956, anotándose diez victorias, cinco de ellas en su clase.

## Coleccionismo
Los Ferrari 212 Export son coches de colección muy buscados. La mayoría tienen pedigrí de carreras y la reputación de la Firma Ferrari por el éxito de sus coches de carreras. El modelo presenta muchos estilos distintos, fruto del trabajo de carroceros diferentes. Los primeros Touring Barchetta con motores V12 construidos específicamente para las carreras son especialmente codiciados por los coleccionistas. La propiedad de uno de los primeros Ferrari da derecho a participar en rallies y carreras históricas. Los precios de subasta de los 212 Export han aumentado considerablemente en los últimos años. El precio del 212 Export Motto Spyder se estimó en 2,8-3,8 millones de francos suizos en 2008. Uno de los dos únicos Export Cabriolet fue vendido por encima de su estimación en una subasta organizada por Gooding & Company, por un importe de 1,87 millones de dólares en 2011. Bonhams subastó un Touring Berlinetta (n/s 0088E), por 3,19 millones de dólares en 2014. El penúltimo Export, un Touring Barchetta (n/s 0158ED), fue vendido por RM Sotheby's por 6,72 millones de euros en 2015.

## Galería
|  |

|  |